# موسى ندياي
موسى ندياي (بالفرنسية: Moussa N'Diaye)‏ (مواليد 20 فبراير 1979 في بير) لاعب كرة قدم سنغالي دولي يجيد اللعب في خط الوسط . يلعب حاليا لصالح نادي أم صلال القطري منذ سنة 2008 .

## روابط خارجية
- موسى ندياي على موقع الاتحاد الدولي (مؤرشف)  (الإنجليزية)
- موسى ندياي على موقع قاعدة بيانات كرة القدم.إي يو (الإنجليزية)
- موسى ندياي على موقع ليكيب (الفرنسية)
- موسى ندياي على موقع ناشيونال فوتبول تيمز (الإنجليزية)
- موسى ندياي على موقع عالم كرة القدم.نت (الإنجليزية)